# Station Lochluichart
Station Lochluichart (Engels: Lochluichart railway station) is het spoorwegstation van de Schotse plaats Lochluichart. Het station ligt aan de Kyle of Lochalsh Line.

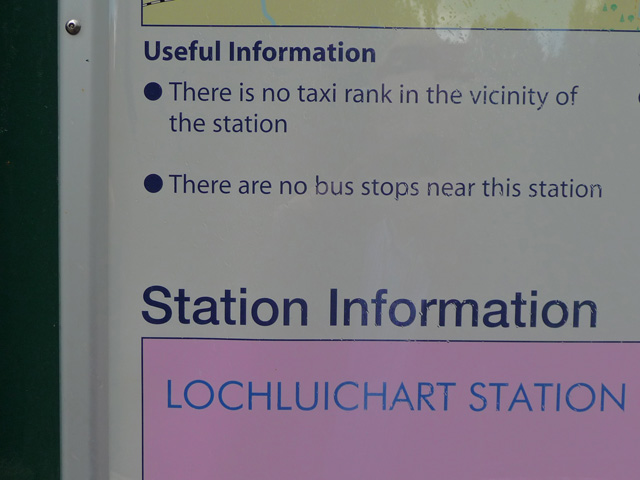
Reizigersinformatie
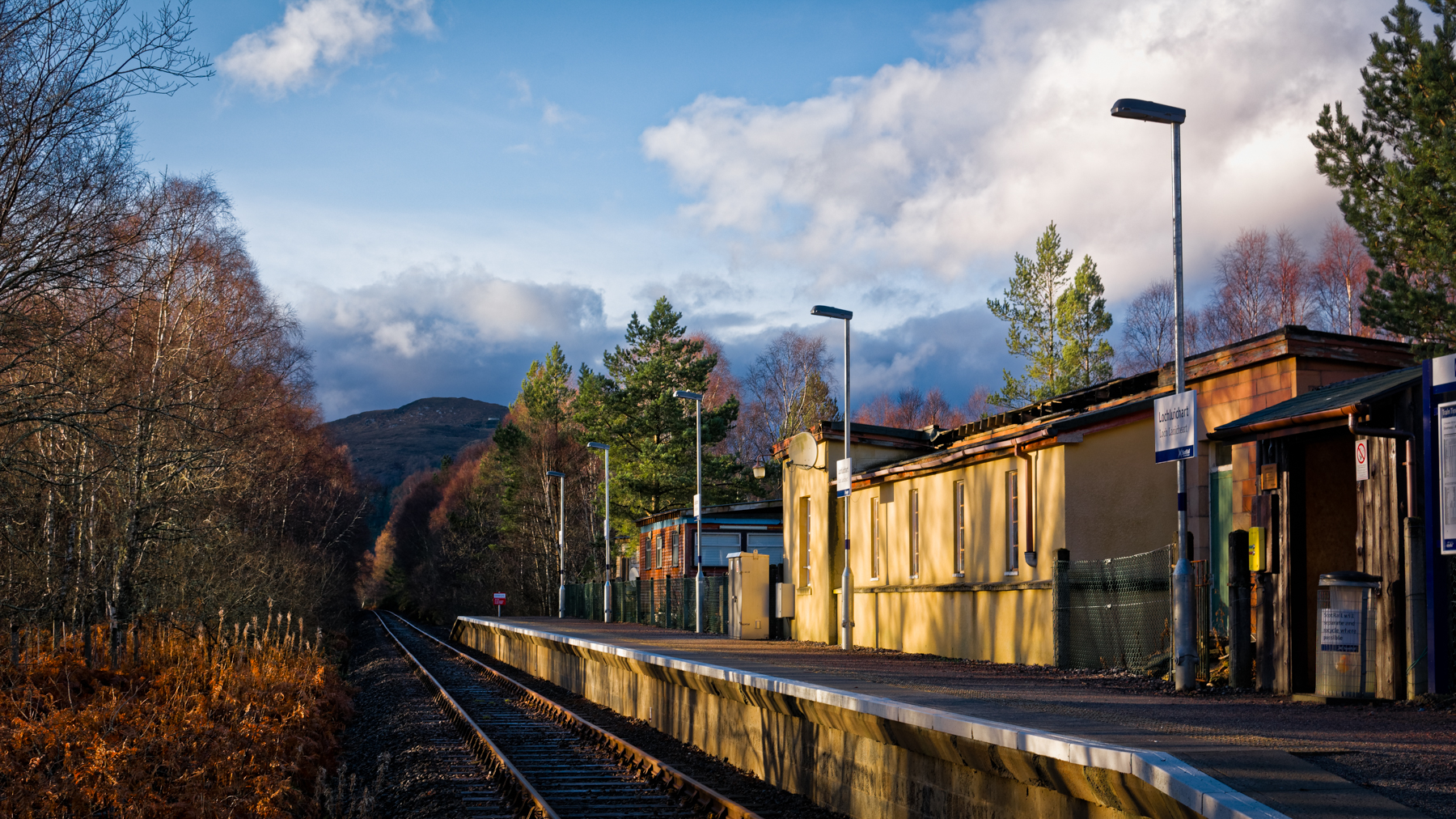
Landschap bij het station